# 10ª edizione della Ing Cup
La 10ª edizione della Coppa Ing è stata disputata tra il 20 aprile e l'8 settembre 2024 e ha visto vincere il giapponese Ichiriki Ryo, che ha sconfitto per 3-0 il cinese Xie Ke, finalista dell'edizione precedente; si è trattata della prima vittoria di Ichiriki in un torneo internazionale e della prima vittoria di un goista giapponese dal 1997 (vittoria di Kobayashi Koichi nella Fujitsu Cup).
I primi due turni sono stati disputati il 20 e 21 aprile, online sul server Fox Weiqi, gli ottavi e i quarti di finale a luglio, a Shangai, le semifinali su tre incontri a luglio, a Ningbo, la finale al meglio dei cinque incontri tra agosto e settembre, a Chongqing e Fuzhou. L'edizione precedente si era dilungata a causa della pandemia: questa edizione torna alla consueta programmazione quadriennale, e dunque per la prima volta le finali di due Coppe Ing si sono disputate in anni consecutivi.
Si tratta dell'edizione della Coppa Ing con più partecipanti, 58, dopo che all'ottava edizione si era passati da 24 a 30 partecipanti. Una sola donna aveva partecipato nelle edizioni precedenti, la cinese Rui Naiwei nelle edizioni del 1992, 1996 e 2000; per la decima edizione gli organizzatori hanno posto il vincolo alle quattro nazioni principali di selezionare almeno una donna.
Le partite hanno avuto inizio alle 20 UTC e si sono disputate con le regole Ing; il tempo a disposizione è stato di 2 ore nei turni preliminari, che sono salite a 3 nei turni successivi, con la regola che è possibile acquisire ulteriori 20 minuti con una penalità di 2 punti, fino a un massimo di 40 minuti; il komi è di 8 punti, con la vittoria di Nero in caso di pareggio. La borsa del vincitore è di $400.000, mentre il secondo arrivato riceve $100.000, facendo della Coppa Ing la competizione più ricca nel panorama goistico internazionale.

## Partecipanti
I partecipanti sono 58, in quanto i due finalisti dell'edizione precedente accedono direttamente agli ottavi di finale.
Due posti sono stati assegnati di diritto ai due finalisti dell'edizione precedente:
- Shin Jin-seo 9d;
- Xie Ke 9d.

All'Associazione cinese di go sono stati assegnati 19 posti, con il vincolo di qualificare una donna e un goista senior. I qualificati sono:
- Gu Zihao 9d;
- Ding Hao 9d;
- Ke Jie 9d;
- Mi Yuting 9d;
- Dan Yifei 9d;
- Li Xuanhao 9d;
- Wang Xinghao 9d;
- Xu Jiayang 9d;
- Liao Yuanhe 9d;
- Liu Yuhang 9d;
- Huang Mingyu 6d;
- Xie Erhao 9d;
- Li Qincheng 9p;
- Yang Dingxin 9p;
- Peng Liyao 8p;
- Yang Kaiwen 9p;
- Zhao Chenyu 9p;
- Tu Xiaoyu 8p;
- Tang Jiawen 5d (donna).

Alla Federazione sudcoreana sono stati assegnati 12 posti, con il vincolo di qualificare una donna e un goista senior. La Federazione ha riservato nove posti ai migliori goisti:
- Byun Sang-il 9d;
- Park Jung-hwan 9d;
- Shin Min-jun 9d;
- Kim Myeong-hoon 9d;
- Park Geun-ho 9d;
- Won Sung-jin 9d;
- An Kuk-hyun 9d;
- Lee Ji-hyun 9d.

I restanti quattro posti sono stati assegnati tramite tornei a eliminazione diretta disputati i primi tre giorni di aprile:
- Kim Jin-hwi 7d (donna);
- Hong Sung-ji 9d (senior);
- Han Seung-joo 9d;
- Kim Eun-ji 9d (donna).[1]

Alla Federazione giapponese sono stati assegnati 11 posti, con il vincolo di qualificare una donna e un goista senior. La Federazione ha riservato cinque posti ai migliori goisti:
- Ichiriki Ryo 9d;
- Shibano Toramaru 9d;
- Iyama Yuta 9d;
- Kyo Kagen 9d;
- Yu Zhengqi 8d.

I restanti sei posti sono stati assegnati tramite incontri a eliminazione diretta disputati il 2 aprile:
- Seki Kotaro 9d;
- Yamashita Keigo 9d (senior);
- Motoki Katsuya 8d;
- Hirose Yuichi 7d;
- Sada Atsushi 7d;
- Ueno Asami 5d (donna).[1]

I rappresentanti di Taiwan sono 9, inclusa una donna e un goista senior.
- Xu Haohong 9p;
- Lai Junfu 8d;
- Wang Yuanjun 9p
- Xu Qingen 6d;
- Lu Yuhua 4d (donna);
- Xiao Zhenghao 9d;
- Chen Qirui 8d;
- Jian Jingting 7d;
- Lu Yiquan 6d.

La Federazione europea ha deciso di assegnare i due posti spettanti ai suoi rappresentanti al vincitore e al secondo arrivato del Campionato europeo di go per professionisti, rispettivamente:
- Mateusz Surma 3p;
- Andrii Kravets 1p.

La Federazione nordamericana ha fatto disputare un torneo a doppia eliminazione, a seguito del quale si sono qualificati:
- Ryan Li 4d;
- Alexander Qi 1d.

Completa l'elenco dei partecipanti l'indonesiano Rafif Shidqi Fitrah 2d, professionista per la federazione giapponese.
Dei partecipanti selezionati, solo il sudcoreano Park Jung-hwan e il giapponese Yamashita Keigo hanno partecipato in tre edizioni precedenti.

## Torneo

### Torneo preliminare
|  | Primo Turno 20 aprile 2024 online | Primo Turno 20 aprile 2024 online | Primo Turno 20 aprile 2024 online |               |     | Secondo Turno 21 aprile 2024 online | Secondo Turno 21 aprile 2024 online | Secondo Turno 21 aprile 2024 online |  |
|  |                                   |                                   |                                   |               |     |                                     |                                     |                                     |  |
|  | Xie Erhao 9d                      | Xie Erhao 9d                      | N+15                              |               |     |                                     |                                     |                                     |  |
|  | Xie Erhao 9d                      | Xie Erhao 9d                      | N+15                              |               |     |                                     |                                     |                                     |  |
|  | Mateusz Surma 3d                  |                                   |                                   |               |     |                                     |                                     |                                     |  |
|  |                                   | Xie Erhao 9d                      |                                   |               |     |                                     |                                     |                                     |  |
|  |                                   |                                   |                                   |               |     |                                     |                                     |                                     |  |
|  |                                   |                                   | Xu Haohong 9d                     | Xu Haohong 9d | N+R |                                     |                                     |                                     |  |
|  | Xu Haohong 9d                     | Xu Haohong 9d                     | Xu Haohong 9d                     | Xu Haohong 9d | N+R | B+7                                 |                                     |                                     |  |
|  | Xu Haohong 9d                     | Xu Haohong 9d                     |                                   |               |     |                                     |                                     |                                     |  |
|  | An Kuk-hyun 9d                    |                                   |                                   |               |     |                                     |                                     |                                     |  |

|  | Primo Turno    | Primo Turno    | Primo Turno   |                |     | Secondo Turno | Secondo Turno | Secondo Turno |  |
|  |                |                |               |                |     |               |               |               |  |
|  | Mi Yuting 9d   |                |               |                |     |               |               |               |  |
|  |                |                |               |                |     |               |               |               |  |
|  | Seki Kotaro 9d | Seki Kotaro 9d | B+7           |                |     |               |               |               |  |
|  | Seki Kotaro 9d | Seki Kotaro 9d | B+7           | Seki Kotaro 9d |     |               |               |               |  |
|  |                |                |               |                |     |               |               |               |  |
|  |                |                | Peng Liyao 8d | Peng Liyao 8d  | N+R |               |               |               |  |
|  | Peng Liyao 8d  | Peng Liyao 8d  | Peng Liyao 8d | Peng Liyao 8d  | N+R | B+R           |               |               |  |
|  | Peng Liyao 8d  | Peng Liyao 8d  |               |                |     |               |               |               |  |
|  | Yu Zhengqi 8d  |                |               |                |     |               |               |               |  |

|  | Primo Turno       | Primo Turno       | Primo Turno   |  |                   | Secondo Turno     | Secondo Turno | Secondo Turno |  |
|  |                   |                   |               |  |                   |                   |               |               |  |
|  | Chen Qirui 8d     |                   |               |  |                   |                   |               |               |  |
|  |                   |                   |               |  |                   |                   |               |               |  |
|  | Park Jung-hwan 9d | Park Jung-hwan 9d | B+R           |  |                   |                   |               |               |  |
|  | Park Jung-hwan 9d | Park Jung-hwan 9d | B+R           |  | Park Jung-hwan 9d | Park Jung-hwan 9d | B+1           |               |  |
|  |                   |                   |               |  | Park Jung-hwan 9d | Park Jung-hwan 9d | B+1           |               |  |
|  |                   |                   | Ueno Asami 5d |  |                   |                   |               |               |  |
|  | Lu Yuhua 4d       |                   |               |  |                   |                   |               |               |  |
|  |                   |                   |               |  |                   |                   |               |               |  |
|  | Ueno Asami 5d     | Ueno Asami 5d     | B+R           |  |                   |                   |               |               |  |

|  | Primo Turno        | Primo Turno        | Primo Turno    |                    |     | Secondo Turno | Secondo Turno | Secondo Turno |  |
|  |                    |                    |                |                    |     |               |               |               |  |
|  | Dang Yifei 9d      |                    |                |                    |     |               |               |               |  |
|  |                    |                    |                |                    |     |               |               |               |  |
|  | Yamashita Keigo 9d | Yamashita Keigo 9d | N+11           |                    |     |               |               |               |  |
|  | Yamashita Keigo 9d | Yamashita Keigo 9d | N+11           | Yamashita Keigo 9d |     |               |               |               |  |
|  |                    |                    |                |                    |     |               |               |               |  |
|  |                    |                    | Kim Jin-hwi 7d | Kim Jin-hwi 7d     | B+3 |               |               |               |  |
|  | Xu Qingen 6d       |                    | Kim Jin-hwi 7d | Kim Jin-hwi 7d     | B+3 |               |               |               |  |
|  |                    |                    |                |                    |     |               |               |               |  |
|  | Kim Jin-hwi 7d     | Kim Jin-hwi 7d     | B+1            |                    |     |               |               |               |  |

|  | Primo Turno      | Primo Turno     | Primo Turno     |                 |     | Secondo Turno | Secondo Turno | Secondo Turno |  |
|  |                  |                 |                 |                 |     |               |               |               |  |
|  | Jian Jingting 7d |                 |                 |                 |     |               |               |               |  |
|  |                  |                 |                 |                 |     |               |               |               |  |
|  | Iyama Yuta 9d    | Iyama Yuta 9d   | N+R             |                 |     |               |               |               |  |
|  | Iyama Yuta 9d    | Iyama Yuta 9d   | N+R             | Iyama Yuta 9d   |     |               |               |               |  |
|  |                  |                 |                 |                 |     |               |               |               |  |
|  |                  |                 | Won Sung-jin 9d | Won Sung-jin 9d | B+R |               |               |               |  |
|  | Tang Jiawen 5d   |                 | Won Sung-jin 9d | Won Sung-jin 9d | B+R |               |               |               |  |
|  |                  |                 |                 |                 |     |               |               |               |  |
|  | Won Sung-jin 9d  | Won Sung-jin 9d | B+R             |                 |     |               |               |               |  |

|  | Primo Turno            | Primo Turno      | Primo Turno    |                |     | Secondo Turno | Secondo Turno | Secondo Turno |  |
|  |                        |                  |                |                |     |               |               |               |  |
|  | Xiao Zhenghao 9d       | Xiao Zhenghao 9d | N+R            |                |     |               |               |               |  |
|  | Xiao Zhenghao 9d       | Xiao Zhenghao 9d | N+R            |                |     |               |               |               |  |
|  | Rafif Shidqi Fitrah 2d |                  |                |                |     |               |               |               |  |
|  |                        | Xiao Zhenghao 9d |                |                |     |               |               |               |  |
|  |                        |                  |                |                |     |               |               |               |  |
|  |                        |                  | Li Qincheng 9d | Li Qincheng 9d | B+R |               |               |               |  |
|  | Li Qincheng 9d         | Li Qincheng 9d   | Li Qincheng 9d | Li Qincheng 9d | B+R | B+R           |               |               |  |
|  | Li Qincheng 9d         | Li Qincheng 9d   |                |                |     |               |               |               |  |
|  | Motoki Katsuya 8d      |                  |                |                |     |               |               |               |  |

|  | Primo Turno     | Primo Turno    | Primo Turno    |                |     | Secondo Turno | Secondo Turno | Secondo Turno |  |
|  |                 |                |                |                |     |               |               |               |  |
|  | Yang Kaiwen 9d  | Yang Kaiwen 9d | N+R            |                |     |               |               |               |  |
|  | Yang Kaiwen 9d  | Yang Kaiwen 9d | N+R            |                |     |               |               |               |  |
|  | Hong Sung-ji 9d |                |                |                |     |               |               |               |  |
|  |                 | Yang Kaiwen 9d |                |                |     |               |               |               |  |
|  |                 |                |                |                |     |               |               |               |  |
|  |                 |                | Liao Yuanhe 9d | Liao Yuanhe 9d | B+R |               |               |               |  |
|  | Liao Yuanhe 9d  | Liao Yuanhe 9d | Liao Yuanhe 9d | Liao Yuanhe 9d | B+R | B+R           |               |               |  |
|  | Liao Yuanhe 9d  | Liao Yuanhe 9d |                |                |     |               |               |               |  |
|  | Park Geun-ho 9d |                |                |                |     |               |               |               |  |

|  | Primo Turno       | Primo Turno     | Primo Turno     |                 |     | Secondo Turno | Secondo Turno | Secondo Turno |  |
|  |                   |                 |                 |                 |     |               |               |               |  |
|  | Huang Mingyu 6d   | Huang Mingyu 6d | B+R             |                 |     |               |               |               |  |
|  | Huang Mingyu 6d   | Huang Mingyu 6d | B+R             |                 |     |               |               |               |  |
|  | Andrii Kravets 1d |                 |                 |                 |     |               |               |               |  |
|  |                   | Huang Mingyu 6d |                 |                 |     |               |               |               |  |
|  |                   |                 |                 |                 |     |               |               |               |  |
|  |                   |                 | Shin Min-jun 9d | Shin Min-jun 9d | B+R |               |               |               |  |
|  | Lai Junfu 8d      |                 | Shin Min-jun 9d | Shin Min-jun 9d | B+R |               |               |               |  |
|  |                   |                 |                 |                 |     |               |               |               |  |
|  | Shin Min-jun 9d   | Shin Min-jun 9d | B+R             |                 |     |               |               |               |  |

|  | Primo Turno        | Primo Turno     | Primo Turno |                 |     | Secondo Turno | Secondo Turno | Secondo Turno |  |
|  |                    |                 |             |                 |     |               |               |               |  |
|  | Zhao Chenyu 9d     |                 |             |                 |     |               |               |               |  |
|  |                    |                 |             |                 |     |               |               |               |  |
|  | Byun Sang-il 9d    | Byun Sang-il 9d | N+R         |                 |     |               |               |               |  |
|  | Byun Sang-il 9d    | Byun Sang-il 9d | N+R         | Byun Sang-il 9d |     |               |               |               |  |
|  |                    |                 |             |                 |     |               |               |               |  |
|  |                    |                 | Ke Jie 9d   | Ke Jie 9d       | N+R |               |               |               |  |
|  | Ke Jie 9d          |                 | Ke Jie 9d   | Ke Jie 9d       | N+R |               |               |               |  |
|  |                    |                 |             |                 |     |               |               |               |  |
|  | Kim Myeong-hoon 9d |                 |             |                 |     |               |               |               |  |

|  | Primo Turno      | Primo Turno     | Primo Turno  |  |                 | Secondo Turno   | Secondo Turno | Secondo Turno |  |
|  |                  |                 |              |  |                 |                 |               |               |  |
|  | Wang Yuanjun 9d  |                 |              |  |                 |                 |               |               |  |
|  |                  |                 |              |  |                 |                 |               |               |  |
|  | Ichiriki Ryo 9d  | Ichiriki Ryo 9d | B+R          |  |                 |                 |               |               |  |
|  | Ichiriki Ryo 9d  | Ichiriki Ryo 9d | B+R          |  | Ichiriki Ryo 9d | Ichiriki Ryo 9d | B+R           |               |  |
|  |                  |                 |              |  | Ichiriki Ryo 9d | Ichiriki Ryo 9d | B+R           |               |  |
|  |                  |                 | Tu Xiaoyu 8d |  |                 |                 |               |               |  |
|  | Tu Xiaoyu 8d     | Tu Xiaoyu 8d    | N+R          |  |                 |                 |               |               |  |
|  | Tu Xiaoyu 8d     | Tu Xiaoyu 8d    | N+R          |  |                 |                 |               |               |  |
|  | Han Seung-joo 9d |                 |              |  |                 |                 |               |               |  |

|  | Primo Turno      | Primo Turno   | Primo Turno   |     |  | Secondo Turno | Secondo Turno | Secondo Turno |  |
|  |                  |               |               |     |  |               |               |               |  |
|  | Xu Jiayang 9d    | Xu Jiayang 9d | N+R           |     |  |               |               |               |  |
|  | Xu Jiayang 9d    | Xu Jiayang 9d | N+R           |     |  |               |               |               |  |
|  | Kyo Kagen 9d     |               |               |     |  |               |               |               |  |
|  |                  | Xu Jiayang 9d | Xu Jiayang 9d | B+R |  |               |               |               |  |
|  |                  |               |               | B+R |  |               |               |               |  |
|  |                  |               | Ding Hao 9d   |     |  |               |               |               |  |
|  | Ding Hao 9d      | Ding Hao 9d   | B+R           |     |  |               |               |               |  |
|  | Ding Hao 9d      | Ding Hao 9d   | B+R           |     |  |               |               |               |  |
|  | Hirose Yuichi 7d |               |               |     |  |               |               |               |  |

|  | Primo Turno         | Primo Turno     | Primo Turno     |     |  | Secondo Turno | Secondo Turno | Secondo Turno |  |
|  |                     |                 |                 |     |  |               |               |               |  |
|  | Liu Yuhang 7d       | Liu Yuhang 7d   | B+R             |     |  |               |               |               |  |
|  | Liu Yuhang 7d       | Liu Yuhang 7d   | B+R             |     |  |               |               |               |  |
|  | Ryan Li 4d          |                 |                 |     |  |               |               |               |  |
|  |                     | Liu Yuhang 7d   | Liu Yuhang 7d   | N+R |  |               |               |               |  |
|  |                     |                 |                 | N+R |  |               |               |               |  |
|  |                     |                 | Yang Dingxin 9d |     |  |               |               |               |  |
|  | Yang Dingxin 9d     | Yang Dingxin 9d | N+R             |     |  |               |               |               |  |
|  | Yang Dingxin 9d     | Yang Dingxin 9d | N+R             |     |  |               |               |               |  |
|  | Shibano Toramaru 9d |                 |                 |     |  |               |               |               |  |

|  | Primo Turno     | Primo Turno     | Primo Turno     |     |  | Secondo Turno | Secondo Turno | Secondo Turno |  |
|  |                 |                 |                 |     |  |               |               |               |  |
|  | Wang Xinghao 9d | Wang Xinghao 9d | B+1             |     |  |               |               |               |  |
|  | Wang Xinghao 9d | Wang Xinghao 9d | B+1             |     |  |               |               |               |  |
|  | Lee Ji-hyun 9d  |                 |                 |     |  |               |               |               |  |
|  |                 | Wang Xinghao 9d | Wang Xinghao 9d | B+R |  |               |               |               |  |
|  |                 |                 |                 | B+R |  |               |               |               |  |
|  |                 |                 | Kim Eun-ji 9d   |     |  |               |               |               |  |
|  | Gu Zihao 9d     |                 |                 |     |  |               |               |               |  |
|  |                 |                 |                 |     |  |               |               |               |  |
|  | Kim Eun-ji 9d   | Kim Eun-ji 9d   | N+R             |     |  |               |               |               |  |

|  | Primo Turno     | Primo Turno   | Primo Turno   |               |     | Secondo Turno | Secondo Turno | Secondo Turno |  |
|  |                 |               |               |               |     |               |               |               |  |
|  | Lu Yichuan 6d   | Lu Yichuan 6d | B+R           |               |     |               |               |               |  |
|  | Lu Yichuan 6d   | Lu Yichuan 6d | B+R           |               |     |               |               |               |  |
|  | Alexander Qi 1d |               |               |               |     |               |               |               |  |
|  |                 | Lu Yichuan 6d |               |               |     |               |               |               |  |
|  |                 |               |               |               |     |               |               |               |  |
|  |                 |               | Li Xuanhao 9d | Li Xuanhao 9d | B+R |               |               |               |  |
|  | Li Xuanhao 9d   | Li Xuanhao 9d | Li Xuanhao 9d | Li Xuanhao 9d | B+R | B+3           |               |               |  |
|  | Li Xuanhao 9d   | Li Xuanhao 9d |               |               |     |               |               |               |  |
|  | Sada Atsushi 7d |               |               |               |     |               |               |               |  |

### Torneo principale
|  | Terzo Turno 3 luglio 2024 Shanghai | Terzo Turno 3 luglio 2024 Shanghai | Terzo Turno 3 luglio 2024 Shanghai |                 |           | Quarti di Finale 4 luglio 2024 Shanghai | Quarti di Finale 4 luglio 2024 Shanghai | Quarti di Finale 4 luglio 2024 Shanghai |  |  | Semifinali 6-9 luglio 2024 Ningbo | Semifinali 6-9 luglio 2024 Ningbo | Semifinali 6-9 luglio 2024 Ningbo |  |  | Finale 12 agosto-28 ottobre 2024 | Finale 12 agosto-28 ottobre 2024 | Finale 12 agosto-28 ottobre 2024 |  |
|  |                                    |                                    |                                    |                 |           |                                         |                                         |                                         |  |  |                                   |                                   |                                   |  |  |                                  |                                  |                                  |  |
|  | Shin Jin-seo 9d                    |                                    |                                    |                 |           |                                         |                                         |                                         |  |  |                                   |                                   |                                   |  |  |                                  |                                  |                                  |  |
|  |                                    |                                    |                                    |                 |           |                                         |                                         |                                         |  |  |                                   |                                   |                                   |  |  |                                  |                                  |                                  |  |
|  | Wang Xinghao 9d                    | Wang Xinghao 9d                    | B+R                                |                 |           |                                         |                                         |                                         |  |  |                                   |                                   |                                   |  |  |                                  |                                  |                                  |  |
|  | Wang Xinghao 9d                    | Wang Xinghao 9d                    | B+R                                | Wang Xinghao 9d |           |                                         |                                         |                                         |  |  |                                   |                                   |                                   |  |  |                                  |                                  |                                  |  |
|  |                                    |                                    |                                    |                 |           |                                         |                                         |                                         |  |  |                                   |                                   |                                   |  |  |                                  |                                  |                                  |  |
|  |                                    |                                    | Ke Jie 9d                          | Ke Jie 9d       | N+R       |                                         |                                         |                                         |  |  |                                   |                                   |                                   |  |  |                                  |                                  |                                  |  |
|  | Ke Jie 9d                          | Ke Jie 9d                          | Ke Jie 9d                          | Ke Jie 9d       | N+R       | B+R                                     |                                         |                                         |  |  |                                   |                                   |                                   |  |  |                                  |                                  |                                  |  |
|  | Ke Jie 9d                          | Ke Jie 9d                          |                                    |                 |           |                                         |                                         |                                         |  |  |                                   |                                   |                                   |  |  |                                  |                                  |                                  |  |
|  | Shin Min-jun 9d                    |                                    |                                    |                 |           |                                         |                                         |                                         |  |  |                                   |                                   |                                   |  |  |                                  |                                  |                                  |  |
|  |                                    | Ke Jie 9d                          | Ke Jie 9d                          | 1               |           |                                         |                                         |                                         |  |  |                                   |                                   |                                   |  |  |                                  |                                  |                                  |  |
|  |                                    |                                    |                                    |                 |           |                                         |                                         |                                         |  |  |                                   |                                   |                                   |  |  |                                  |                                  |                                  |  |
|  |                                    |                                    | Ichiriki Ryo 9d                    | Ichiriki Ryo 9d | 2         |                                         |                                         |                                         |  |  |                                   |                                   |                                   |  |  |                                  |                                  |                                  |  |
|  | Park Jung-hwan 9d                  |                                    | Ichiriki Ryo 9d                    | Ichiriki Ryo 9d | 2         |                                         |                                         |                                         |  |  |                                   |                                   |                                   |  |  |                                  |                                  |                                  |  |
|  |                                    |                                    |                                    |                 |           |                                         |                                         |                                         |  |  |                                   |                                   |                                   |  |  |                                  |                                  |                                  |  |
|  | Xu Jiayang 9d                      | Xu Jiayang 9d                      | N+R                                |                 |           |                                         |                                         |                                         |  |  |                                   |                                   |                                   |  |  |                                  |                                  |                                  |  |
|  | Xu Jiayang 9d                      | Xu Jiayang 9d                      | N+R                                | Xu Jiayang 9d   |           |                                         |                                         |                                         |  |  |                                   |                                   |                                   |  |  |                                  |                                  |                                  |  |
|  |                                    |                                    |                                    |                 |           |                                         |                                         |                                         |  |  |                                   |                                   |                                   |  |  |                                  |                                  |                                  |  |
|  |                                    |                                    | Ichiriki Ryo 9d                    | Ichiriki Ryo 9d | N+1       |                                         |                                         |                                         |  |  |                                   |                                   |                                   |  |  |                                  |                                  |                                  |  |
|  | Ichiriki Ryo 9d                    | Ichiriki Ryo 9d                    | Ichiriki Ryo 9d                    | Ichiriki Ryo 9d | N+1       | N+R                                     |                                         |                                         |  |  |                                   |                                   |                                   |  |  |                                  |                                  |                                  |  |
|  | Ichiriki Ryo 9d                    | Ichiriki Ryo 9d                    |                                    |                 |           |                                         |                                         |                                         |  |  |                                   |                                   |                                   |  |  |                                  |                                  |                                  |  |
|  | Liu Yuhang 7d                      |                                    |                                    |                 |           |                                         |                                         |                                         |  |  |                                   |                                   |                                   |  |  |                                  |                                  |                                  |  |
|  |                                    | Ichiriki Ryo 9d                    | Ichiriki Ryo 9d                    | 3               |           |                                         |                                         |                                         |  |  |                                   |                                   |                                   |  |  |                                  |                                  |                                  |  |
|  |                                    |                                    |                                    |                 |           |                                         |                                         |                                         |  |  |                                   |                                   |                                   |  |  |                                  |                                  |                                  |  |
|  |                                    |                                    | Xie Ke 9d                          | Xie Ke 9d       | 0         |                                         |                                         |                                         |  |  |                                   |                                   |                                   |  |  |                                  |                                  |                                  |  |
|  | Xie Ke 9d                          | Xie Ke 9d                          | Xie Ke 9d                          | Xie Ke 9d       | 0         | B+9                                     |                                         |                                         |  |  |                                   |                                   |                                   |  |  |                                  |                                  |                                  |  |
|  | Xie Ke 9d                          | Xie Ke 9d                          |                                    |                 |           |                                         |                                         |                                         |  |  |                                   |                                   |                                   |  |  |                                  |                                  |                                  |  |
|  | Kim Jin-hwi 7d                     |                                    |                                    |                 |           |                                         |                                         |                                         |  |  |                                   |                                   |                                   |  |  |                                  |                                  |                                  |  |
|  |                                    | Xie Ke 9d                          | Xie Ke 9d                          | B+R             |           |                                         |                                         |                                         |  |  |                                   |                                   |                                   |  |  |                                  |                                  |                                  |  |
|  |                                    |                                    |                                    | B+R             |           |                                         |                                         |                                         |  |  |                                   |                                   |                                   |  |  |                                  |                                  |                                  |  |
|  |                                    |                                    | Won Sung-jin 9d                    |                 |           |                                         |                                         |                                         |  |  |                                   |                                   |                                   |  |  |                                  |                                  |                                  |  |
|  | Li Xuanhao 9d                      |                                    |                                    |                 |           |                                         |                                         |                                         |  |  |                                   |                                   |                                   |  |  |                                  |                                  |                                  |  |
|  |                                    |                                    |                                    |                 |           |                                         |                                         |                                         |  |  |                                   |                                   |                                   |  |  |                                  |                                  |                                  |  |
|  | Won Sung-jin 9d                    | Won Sung-jin 9d                    | N+R                                |                 |           |                                         |                                         |                                         |  |  |                                   |                                   |                                   |  |  |                                  |                                  |                                  |  |
|  | Won Sung-jin 9d                    | Won Sung-jin 9d                    | N+R                                |                 | Xie Ke 9d | Xie Ke 9d                               | 2                                       |                                         |  |  |                                   |                                   |                                   |  |  |                                  |                                  |                                  |  |
|  |                                    |                                    |                                    |                 |           |                                         |                                         |                                         |  |  |                                   |                                   |                                   |  |  |                                  |                                  |                                  |  |
|  |                                    |                                    | Xu Haohong 9d                      | Xu Haohong 9d   | 0         |                                         |                                         |                                         |  |  |                                   |                                   |                                   |  |  |                                  |                                  |                                  |  |
|  | Li Qincheng 9d                     | Li Qincheng 9d                     | Xu Haohong 9d                      | Xu Haohong 9d   | 0         | N+3                                     |                                         |                                         |  |  |                                   |                                   |                                   |  |  |                                  |                                  |                                  |  |
|  | Li Qincheng 9d                     | Li Qincheng 9d                     |                                    |                 |           |                                         |                                         |                                         |  |  |                                   |                                   |                                   |  |  |                                  |                                  |                                  |  |
|  | Liao Yuanhe 9d                     |                                    |                                    |                 |           |                                         |                                         |                                         |  |  |                                   |                                   |                                   |  |  |                                  |                                  |                                  |  |
|  |                                    | Li Qincheng 9d                     |                                    |                 |           |                                         |                                         |                                         |  |  |                                   |                                   |                                   |  |  |                                  |                                  |                                  |  |
|  |                                    |                                    |                                    |                 |           |                                         |                                         |                                         |  |  |                                   |                                   |                                   |  |  |                                  |                                  |                                  |  |
|  |                                    |                                    | Xu Haohong 9d                      | Xu Haohong 9d   | B+1       |                                         |                                         |                                         |  |  |                                   |                                   |                                   |  |  |                                  |                                  |                                  |  |
|  | Xu Haohong 9d                      | Xu Haohong 9d                      | Xu Haohong 9d                      | Xu Haohong 9d   | B+1       | N+R                                     |                                         |                                         |  |  |                                   |                                   |                                   |  |  |                                  |                                  |                                  |  |
|  | Xu Haohong 9d                      | Xu Haohong 9d                      |                                    |                 |           |                                         |                                         |                                         |  |  |                                   |                                   |                                   |  |  |                                  |                                  |                                  |  |
|  | Peng Liyao 8d                      |                                    |                                    |                 |           |                                         |                                         |                                         |  |  |                                   |                                   |                                   |  |  |                                  |                                  |                                  |  |

### Finali
Si è trattato della prima volta che la finale di una edizione della Ing Cup è terminata con lo sconfitto che non ha conseguito neppure una vittoria.